# Поспишил, Иржи
Йиржи Поспишил (чеш. Jiří Pospíšil; род. 24 ноября 1975[…], Хомутов[…]) — чешский государственный и политический деятель, юрист. 
Был министром юстиции Чехии в правительствах Мирека Тополанка и Петра Нечаса, депутатом Палаты депутатов Парламента Чехии, депутатом регионального собрания Пльзеньского края. С 2014 года — депутат Европейского парламента от партии ТОП 09. 
Является главой совета директоров Музея Кампа.

## Образование и профессиональная карьера
Получил начальное образование в гимназии Пльзеня. В 1999 году завершил образование на факультете права в Западочешском университете в Пльзене. В 2002 году получил учёную степень JUDr.
В 2007 году стал членом редакции чешского журнала «Прокуратура» (чеш. Státní zastupitelství).
В конце сентября 2009 года декан факультета права Захариаш и его коллеги Томажич и Киндл покинули свои посты под давлением из-за обвинений в плагиате. Временным деканом стал Йиржи Поспишил. В ноябре того же года Поспишил был избран деканом официально.
Йиржи Поспишил является долголетним сотрудником известного чешского мецената Меды Младковой. Он является председателем Фонда Яна и Меды Младковых, который управляет музеем Кампа, который расположен в пражском районе Кампа.
С 2018 года постоянно проживает в Праге.

## Политическая деятельность
В 1994 году вступил в партию ODA. На муниципальных выборах в 1998 году баллотировался в городской совет города Пльзень, однако не был избран. Позднее в том же году вступил в ODS и основал отделение молодежной политической организации «Молодые консерваторы» (чеш. Mladí konzervativci) в Пльзене.
На региональных выборах в 2000 году набрал 1900 преференциальных голосов и был избран депутатом регионального совета Пльзеньского края. На парламентских выборах в 2002 году набрал 3957 преференциальных голосов и был избран депутатом Палаты депутатов Парламента Чехии. Переизбирался депутатом в Палату депутатов Парламента Чехии на парламентских выборах в 2006 году, 2010 году и в 2013 году. В парламенте был членом конституционного комитета, комитета по юстиции, комитета по вопросам криминальности молодёжи и комитета по организации работы парламента. На региональных выборах в 2012 году был вновь избран депутатом регионального совета Пльзеньского края.

### Министр юстиции (2006—2009) и (2010—2012)
Был министром юстиции Чехии в первом и втором правительстве Мирека Тополанка в период с 2006 года по 2009 год. На посту министра, отозвал с должности генерального прокурора Йиржи Кулвейта и назначил новым Властимила Рампулу, которого позднее, также отозвал с должности из-за преднамеренных задержек в расследовании некоторых дел. 
На должность министра юстиции вернулся в 2010 году, после создания правительства Петра Нечаса и в том же году был избран одним из заместителей председателя ODS. В период с июня 2010 года по июль 2011 года был председателем законодательного совета правительства Чехии. В 2010 году правительство Чехии отозвало генерального прокурора Ренату Весецкую и по предложению Поспишила на эту должность был назначен представитель Чехии в Евроюсте Павел Земан. В дополнение к подготовке обширных правовых кодификаций под руководством министра Поспишила судебные разбирательства были ускорены более чем на треть, а число работающих заключенных увеличилось почти на 20 процентов. 27 июня 2012 года президент Вацлав Клаус отозвал Йиржи Поспишила с должности министра юстиции по предложению премьер-министра Петра Нечаса. Официальной причиной увольнения с министерской должности стал «менеджерский провал в управлении министерством». Данную причину критиковало множество политиков и экспертов, а настоящей причиной увольнения посчитали намерение назначить главным прокурором Праги Ленку Брадачову. С этим намерением была не согласна часть политической сцены и большинство в ODS. Из-за увольнения Поспишила прошло несколько протестных массовых демонстраций, а некоторые антикоррупционные некоммерческие организации призвали премьер-министра уйти в отставку. Несмотря на это, Поспишил был лидером ODS на региональных выборах в Пльзеньском крае в 2012 году. В Пльзеньском крае ODS выиграла получив 26,5 % голосов, однако пост гетмана получила ČSSD благодаря коалиции в региональном совете с KSČM. С 19 декабря 2012 года по 28 августа 2013 года Поспишил был заместителем председателя Палаты депутатов Парламента Чехии.
В правительстве Мирека Тополанка Поспишилу удалось подготовить и принять новый уголовной кодекс. В правительстве Петра Нечаса удалось подготовить и принять новый гражданский кодекс и закона о коммерческих корпорациях. Это привело к полной перекодификации чешского частного права. Под руководством Поспишила также был принят новый закон об уголовной ответственности юридических лиц и судебных разбирательствах против них, а также новый закон о жертвах преступлений.
На досрочных парламентских выборах в 2013 году Поспишил был лидером списка кандидатов ODS в Пльзеньском крае и был избран депутатом со вторым наибольшим количеством преференциальных голосов по всей стране.

### Уход из ODS
На партийном конгрессе ODS, который прошёл в середине 2014 года, Поспишил баллотировался на пост первого заместителя председателя партии, однако он проиграл Ян Заградилу и не был избран даже «рядовым» заместителем председателя. После этого Поспишил покинул партию 30 января 2014 года. Причиной этого он назвал потерю доверия между большинством членом партии и её новыми лидерами. Своим уходом, он также хотел чтобы партия была едина и смогла устроить свой «рестарт». Он сохранил свой мандат в парламенте и стал сотрудничать с фракцией TOP 09 и STAN.
На выборах в Европейский парламент в 2014 году Поспишил баллотировался на втором месте коалиционного списка TOP 09 и STAN и собрал на выборах 77 724 преференциальных голосов (собрав наибольшее количество преференциальных голосов на выборах) и тем самым обогнал лидера списка Людка Нидермайера и был избран депутатом Европейского парламента. Из-за несовместимости функции депутата парламента Чехии и Европейского парламента, он подал в отставку с поста депутата парламента Чехии. В европейском парламенте он работал в комитете по внутреннему рынку и защите прав потребителей.
В январе 2016 года в интервью он не исключал возможности участвовать в президентских выборах в 2018 году, однако весной 2017 года не объявил о своей кандидатуре. На региональных выборах в 2016 году Поспишил был на последнем месте в списке кандидатов TOP 09, однако благодаря преференциальным голосам, попал на первое место. В 2018 году ушёл в отставку с функции депутата регионального совета Пльзеньского края, в связи с переездом в Прагу и намерением участвовать в муниципальных выборах в 2018 году в Праге.

### TOP 09
В конце октября 2017 года Поспишил объявил о вступлении в TOP 09. В ноябре 2017 года на партийном съезде партии Поспишил был избран новым председателем партии (147 из 177 голосов делегатов).
На муниципальных выборах в Праге в 2018 году ТОП 09, STAN, KDU-ČSL, LES и SNK Европейские демократы объединились в избирательный блок «Объединенные силы для Праги» (чеш. Spojené síly pro Prahu). Лидером блока стал Поспишил, который был также кандидатом блока на пост приматора Праги. Блок собрал 4 127 063 (16,29 %) голосов и заключил коалицию с Чешской пиратской партией и «Praha sobě». До мая 2021 года Поспишил был главой фракции «Объединенных силы для Праги» в городском собрании.
На выборах в Европейский парламент в 2019 году Поспишил был лидером коалиционного списка STAN и TOP 09 (чеш. STAROSTOVÉ (STAN) s regionálními partnery a TOP 09) и получил 37 231 преференциальный голос (однако его обогнал Людек Нидермайер, который благодаря преференциальным голосам переместился с 3 на 1 место) и был переизбран депутатом Европейского парламента.
В конце сентября 2019 года Поспишил объявил что не планирует переизбираться на посту председателя партии. Однако он не был избран одним из заместителей председателя партии.
В конце сентября 2020 года заразился коронавирусом и был госпитализирован в городскую больницу.
На муниципальных выборах в Праге в 2022 году был переизбран депутатом городского собрания от коалиции «SPOLU» (ODS, TOP 09 и KDU-ČSL). В середине февраля 2023 года, почти через пять месяцев после муниципальных выборов, был избран новый городской совет Праги, где Поспишил стал заместителем приматора, ответственным за сферу культуры, туризма, сохранения исторического наследия, выставок и защиты животных.